# Herbert Yost
Herbert Yost, nato Herbert Alms Yost e conosciuto anche come Barry O'Moore o Bertram Yost (Harrison, 8 dicembre 1879 – New York, 23 ottobre 1945), è stato un attore statunitense di teatro e di cinema. Dal 1908 al 1934, è apparso in un centinaio di film.

## Biografia
Yost, che aveva iniziato la sua carriera a teatro, quando passò al cinema decise di cambiare il proprio nome (all'epoca, recitare in un film faceva scendere la reputazione di un attore) cambiandolo in quello di Barry O'Moore. Tra il 1908 - l'anno del suo esordio cinematografico in un corto diretto da D.W. Griffith - e il 1909, prese parte a ben ventiquattro film, tutti cortometraggi, la normale lunghezza di una pellicola di quegli anni.
Dopo un intervallo di un anno e mezzo in cui era rimasto lontano dallo schermo, ritornò al cinema messo sotto contratto dall'Edison. La sua carriera cinematografica - che conta circa un centinaio di film - durò praticamente fino al 1915. In seguito, all'epoca del sonoro, l'attore fece ancora alcune fugaci apparizioni, chiudendo definitivamente con lo schermo nel 1934 con un ruolo in The Age of Innocence, secondo adattamento per il cinema dell'omonimo romanzo di Edith Wharton.

La sua carriera teatrale, al contrario, proseguì: usando sempre il suo vero nome di Herbert Yost apparve in numerosi spettacoli di Broadway, sia negli anni in cui lavorava per il cinema, sia in seguito, quando lo aveva ormai abbandonato.

### Vita privata
Nel 1916, si sposò con Agnes Scott. Il loro matrimonio durò fino alla morte di lui, nel 1945.

## Filmografia
La filmografia è PARZIALE. Quando manca il nome del regista, questo non viene riportato nei titoli
- The Guerrilla, regia di D.W. Griffith – cortometraggio (1908)
- The Criminal Hypnotist, regia di D.W. Griffith – cortometraggio (1909)
- The Fascinating Mrs. Francis, regia di D.W. Griffith – cortometraggio (1909)
- The Brahma Diamond, regia di D.W. Griffith – cortometraggio (1909)
- Edgar Allan Poe, regia di D.W. Griffith – cortometraggio (1909)
- The Politician's Love Story, regia di D.W. Griffith – cortometraggio (1909)
- The Golden Louis, regia di D.W. Griffith – cortometraggio (1909)
- At the Altar, regia di D.W. Griffith – cortometraggio (1909)
- The Roue's Heart, regia di D.W. Griffith   (1909)
- The Deception, regia di D.W. Griffith – cortometraggio (1909)
- The Medicine Bottle, regia di D.W. Griffith – cortometraggio (1909)
- A Drunkard's Reformation, regia di D.W. Griffith – cortometraggio (1909)
- The Road to the Heart, regia di D.W. Griffith – cortometraggio (1909)
- Confidence, regia di D.W. Griffith – cortometraggio (1909)
- A Troublesome Satchel, regia di D.W. Griffith – cortometraggio (1909)
- Lucky Jim, regia di D.W. Griffith – cortometraggio (1909)
- Tis an Ill Wind That Blows No Good, regia di D.W. Griffith – cortometraggio (1909)
- The Suicide Club, regia  di D.W. Griffith – cortometraggio (1909)
- The Eavesdropper, regia di D.W. Griffith – cortometraggio (1909)
- The French Duel, regia di D.W. Griffith – cortometraggio (1909)
- The Jilt, regia di D.W. Griffith – cortometraggio (1909)
- The Faded Lilies, regia di D.W. Griffith – cortometraggio (1909)
- The Cardinal's Conspiracy, regia di D.W. Griffith – cortometraggio (1909)
- Ethel's Luncheon (1909)
- The Little Sister (1909)
- Lead, Kindly Light (1912)

- The Dumb Wooing, regia di Willard Louis (1912)

- What Happened to Mary? serial di Charles Brabin (1912)
- When She Was About Sixteen (1912)
- Mr. Pickwick's Predicament, regia di J. Searle Dawley (1912)
- Helping John, regia di Bannister Merwin (1912)
- The Affair at Raynor's, regia di J. Searle Dawley e Walter Edwin (1912)
- The New Member of the Life Saving Crew (1912)
- Tim, regia di Charles Brabin (1912)
- His Mother's Hope (1912)
- Annie Crawls Upstairs (1912)
- The Crime of Carelessness, regia di Harold M. Shaw (1912)
- How They Got the Vote, regia di Ashley Miller (1913)
- The Man He Might Have Been, regia di Ashley Miller (1913)
- False to Their Trust, regia di J. Searle Dawley e Walter Edwin (1913)
- Sally's Romance, regia di Ashley Miller (1913)
- Barry's Breaking In, regia di Ashley Miller (1913)
- His Enemy, regia di Charles Brabin (1913)
- The Photograph and the Blotter, regia di George Lessey (1913)
- A Way to the Underworld, regia di J. Searle Dawley e Walter Edwin (1913)

- The Meadow Lark (1913)

- A Race to New York, regia di J. Searle Dawley e Walter Edwin (1913)

- Hard Cash (1913)

- A Tudor Princess, regia di J. Searle Dawley  (1913)

- On the Great Steel Beam, regia di Ashley Miller – cortometraggio (1914)
- The Adventure of the Actress' Jewels, regia di Charles M. Seay – cortometraggio (1914)

- The Adventure of the Extra Baby, regia di Charles M. Seay – cortometraggio (1914)
- With the Eyes of Love, regia di George Lessey – cortometraggio (1914)
- The Adventure of the Alarm Clock, regia di Charles M. Seay – cortometraggio  (1914)
- A Real Helpmate, regia di Preston Kendall – cortometraggio (1914)
- The Man Who Disappeared, regia di Charles Brabin - serial (1914)
- The Black Mask, regia di Charles Brabin – cortometraggio (1914)
- The Adventure of the Stolen Papers, regia di Charles M. Seay – cortometraggio (1914)
- A Hunted Animal, regia di Charles Brabin – cortometraggio (1914)
- Frederick the Great, regia di Walter Edwin – cortometraggio (1914)
- The Double Cross, regia di Charles Brabin – cortometraggio (1914)
- The Adventure of the Counterfeit Money, regia di Charles M. Seay – cortometraggio (1914)
- The Light on the Wall, regia di Charles Brabin – cortometraggio (1914)
- With His Hands, regia di Charles Brabin – cortometraggio (1914)
- The Adventure of the Missing Legacy, regia di Charles M. Seay – cortometraggio (1914)
- The Gap, regia di Charles Brabin – cortometraggio (1914)
- A Foolish Agreement, regia di Ashley Miller – cortometraggio (1914)
- Face to Face, regia di Charles Brabin – cortometraggio (1914)
- The Adventure of the Absent-Minded Professor, regia di Charles M. Seay – cortometraggio (1914)
- A Matter of Minutes, regia di Charles Brabin – cortometraggio (1914)
- The Living Dead, regia di Charles Brabin – cortometraggio (1914)
- The Adventure of the Pickpocket, regia di Charles M. Seay – cortometraggio (1914)
- By the Aid of a Film, regia di Charles Brabin – cortometraggio (1914)
- Nearly a Widow, regia di Ashley Miller – cortometraggio (1914)
- The Adventure of the Hasty Elopement, regia di Charles M. Seay – cortometraggio (1914)
- The Adventure of the Smuggled Diamonds, regia di Charles M. Seay – cortometraggio (1914)
- The Adventure of the Lost Wife, regia di Charles M. Seay – cortometraggio (1914)
- The Adventure of the Wrong Santa Claus, regia di Charles M. Seay – cortometraggio (1914)

- The Age of Innocence, regia di Philip Moeller (1934)